# 추태화
추태화(Tea-wha Chu, 1955년 10월 1일 ~ )는 대한민국의 안양대학교에서 기독교 문화학 교수였으며, 현재 이레문화연구소에서 소장으로 활동중이다. 기독교문화론의 전문가로 평가받는다.

## 학력
- 단국대 국어국문학과 졸 (B.A)
- 독일 뮌헨대 독일문예학 석사 졸 (M.A)
- 독일 아우그스부르크 독일문예학 박사 졸 (Dr.phil)
- 안양대 신학대학원 목회학 석사 졸 (M.Div)

## 경력
- 전) 안양대, 총신대, 숭실대, 서울장신대, 한신대, 나사렛대 등 강사
- 안양대 기독교문화학과 교수 재직 (2002-2021.02)
- (학생처장, 신학대학장, 부총장, 총장 직무대리 역임)
- 독일 시대사연구소(뮌헨-베를린) 객원연구원
- 현) 이레문화연구소 소장
- 경기도 광주 YMCA 지도교수
- 미래목회포럼 정책자문위원
- 국민일보, 연합기독뉴스, C-헤럴드 등 칼럼니스트

## 생애
단국대학교 국문학과를 졸업한 뒤 독일 뮌헨대학교에서 독일문예학, 기독교문학, 철학, 사회학을, 그리고 아우그스부르크 대학교에서 독일문예학과 신학(Dr.phil.)을 공부했다. 문학과 문화 비평을 통해 하나님 나라의 확장을 일생의 사명으로 삼고 있는 그는, 우리 사회가 건강한 문학적 상상력을 통해 맑고 풍요로워지기를 꿈꾸는 기독교 문화운동가이다.
현재는 이레문화 연구소 소장으로 섬기고 있으며, 그 동안 안양대학교 부총장과 신학대학장 및 기독교문화학 교수직과 뮌헨에 있는 '현대역사연구소' 객원연구원으로 역사와 문화 분야를 연구하였다. 탄탄한 이론과 현장성을 갖춘 저자는 여러 기독교 미디어에 필진으로 활동하면서 기독문화 칼럼을 연재하여 왔고, 또한 기독교문화 분야의 동지들과 함께 '세계기독교문화연구원'을 통해 기독교문화 확산에 헌신하고 있다. 저서로는 '광장에서 문화를 읽다'. '영화, 그 의미에 길을 묻다'. '상상력의 유혹', '대중문화 시대와 기독교 문화학', '기독교 영성에 비추어 문학 새롭게 읽기', '21세기 기독교 인문학의 전망', '영화가 내게 말을 걸어왔다'. '101가지 이야기 신학', '문화의 미로에서 길을 찾다'. '태초에 문화가 있었느니라', '국가사회주의와 기독교 신앙' 등이 있다. 주요 연구분야로는 기독교 문예학, 문학과 신학 통합 연구, 기독교 문화학과 문화비평, 문화연구 방법론, 독일 나치시대 등이다.

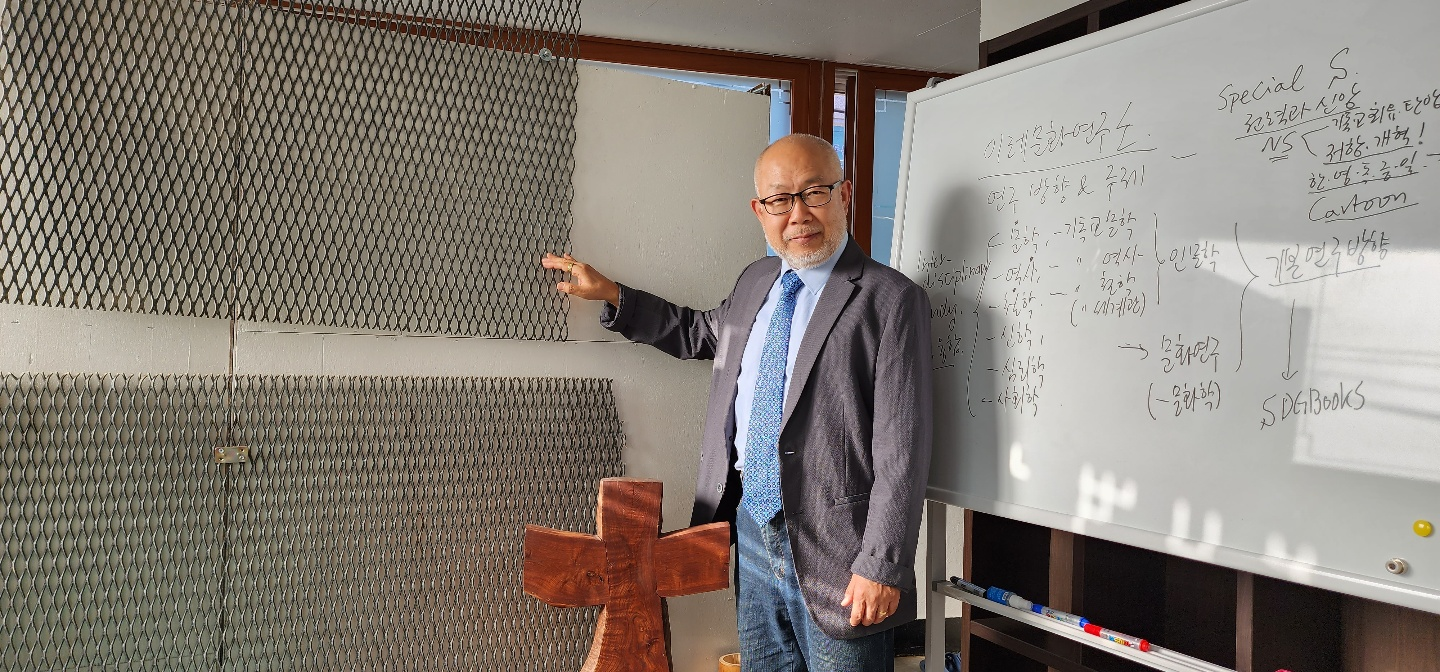
베를린 장벽의 철조망을 가리키는 추태화 소장, 이레문화연구소

## 주요 논문
- 석사논문: Franz Werfels Roman <Die vierzig Tage des Musa Dagh> und sein Ort in der Literatur der Weimarer Republik, Uni. Muenchen 1987. (프란츠 베르펠의 소설 <모세산에서의 40일>과 바이마르공화국 시대 문학에서의 위상)
- 박사논문: Nationalsozialismus und Verantwortung der christlichen Literatur:  Zur Poetologie des Zwischen-den-Zeilen-Schreibens der christlichen Dichter in der inneren Emigration 1933-1945, Uni. Augsburg 1993.(독일 국가사회주의와 기독교문학의 책임: 1933-45년 내부망명 속 기독교작가의 행간의 작법 시론에 관하여)

### 국내논문
- <문학과 신학 통합연구: 기독교학문 및 기독교 교양교육을 위한 제언>, 신학지평, 안양대 신학연구소, 1997.
- <문학과 기독교 문화운동: 문화운동으로서 문학의 역할과 활용성에 관하여>, 신학지평, 안양대 신학연구소, 1999.
- <문화전쟁 속의 문화변혁: 기독교문화의 역동적 활성화를 위하여>, 신앙과 학문, 기독교학문학회, 2001.
- <종교개혁의 문화적 상관성>, 역사신한논총, 한국복음주의역사신학회, 2002.
- <대중문화 시대와 문화적 정체성>, 한국개혁신학, 한국개혁신학회, 2003.
- <민족주의와 21세기 신학의 전망>, 성경과 신학, 한국복음주의신학회, 2003.
- <대중문화의 상상력에 대한 신학적 고찰>, 신학지평, 안양대 신학연구소, 2005.
- <한국 기독교와 문화목회의 적용>, 신학지평, 안양대 신학연구소, 2010.
- <기독교 인문학, 회고와 전망: <기독교문학> 분야를 중심으로>, 신학지평, 안양대 신학연구소, 2012.
- <현대 시대상황과 적그리스도론>, 신학지평, 안양대 신학연구소, 2020.

## 주요 저서
- 『크리스찬 문화시평: 문학적 상상력에서 예언자적 상상력으로』, 요단출판사, 1997.
- 『기독교 영성에 비추어 문학새롭게읽기』, 기독교연합신문사, 1999.
- 『영혼의 창을 여는 101가지 이야기신학』 (상), 토기장이, 1999.
- 『영혼의 창을 여는 101가지 이야기신학』 (하), 토기장이, 1999.
- 『21세기 기독교 인문학의 전망』, 기독교연합신문사, 2001.
- 『상상력의 유혹』, 예영커뮤니케이션, 2001.
- 『대중문화 시대와 기독교 문화학』, 코람데오, 2004.
- 『영화, 그 의미에 길을 묻다』, 창조문예사, 2005.
- 『영화가 내게 말을 걸어왔다』, 이레닷컴, 2007.
- 『태초에 문화가 있었느니라』, 이레닷컴, 2009.
- 『문화의 미로에서 길을 찾다』, 이레닷컴, 2009.
- 『권력과 신앙: 히틀러 정권과 기독교』, 씨코북스, 2012.
- 『독일 국가사회주의(나치즘) 개관: 역사적 전개와 과정 및 결말』, 씨코북스, 2021.
- 만화 『권력과 신앙: 히틀러 정권과 기독교』 (1,2권), 씨코북스, 2018.
- 만화 『기독교와 히틀러의 잘못된 만남』 (<권력과 신앙> 보급판), 씨코북스, 2018.

## 같이 보기
- 한국의 신학자 목록